# Боксёр (ББМ)

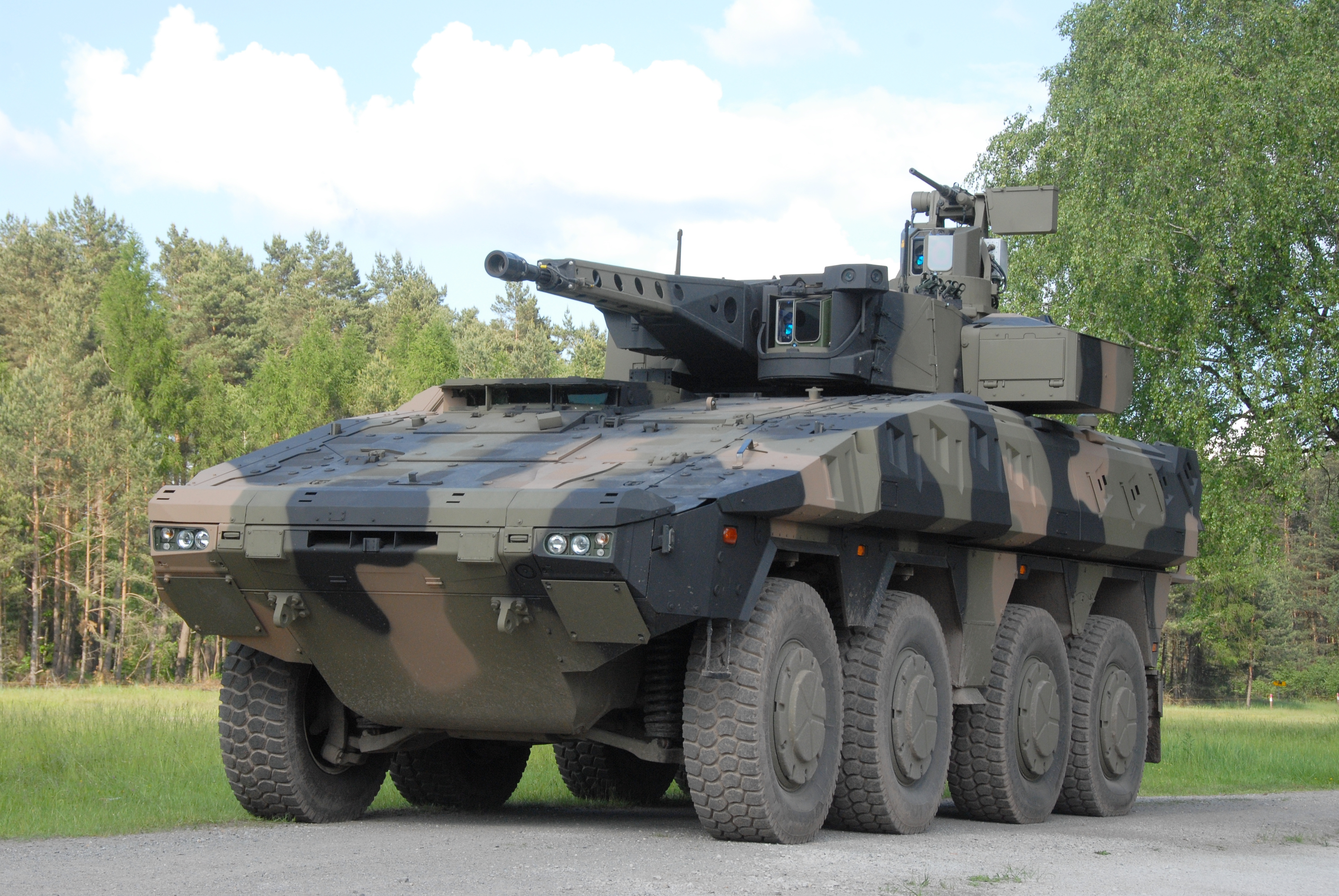
Boxer с двухместной обитаемой бронебашней Lance (Рейнметалл), оснащённой 30-мм пушкой MK30-2 / ABM и системой боевого управления C⁴ISR для Сухопутных войск Австралии.

Gepanzerte Transport Kraftfahrzeug Boxer (рус. Боксёр) — германо-нидерландское семейство многоцелевых бронированных транспортных средств модульной системы.
Боевая колёсная бронемашина GTK Boxer может оснащаться разнообразным вооружением и предназначена для использования в механизированных подразделениях сухопутных войск. Стоимость «Боксёра» составляет около €3,9 млн за единицу .

## Разработка
Машина создана немецкими фирмами Krauss-Maffei Wegmann, Rheinmetall AG и нидерландской Stork. Поставка первых из 272 бронетранспортёров Boxer в германские вооружённые силы началась в сентябре 2009 года. Вооружённые силы Нидерландов получили первые Boxer в 2011 году (всего заказано 200 единиц). Германия стремится к тому, чтобы Boxer (8 × 8) частично или полностью заменил колесный Fuchs (6 × 6) и гусеничные бронетранспортёры M113, которые в настоящее время находятся на вооружении Бундесвера. При этом новые модификации бронетранспортёров Boxer используют стандартизированную в НАТО сетевую архитектуру транспортных средств NGVA.
33-тонный Boxer предназначен для удовлетворения в том числе требований немецкой программы IdZ (пехотинец будущего), которые в настоящее время в армии Германии возложены на командно-информационную систему FuInfoSys.

## Описание конструкции
Основной корпус бронемашины выполнен из стальной брони высокой твёрдости, обеспечивает защиту от пуль, осколков артиллерийских снарядов и противотанковых мин. Представляет собой модульную систему (боевой отсек сменный, шасси и отсек управления унифицированные). Машина может выполнять различные задачи, в зависимости от установленного боевого модуля, и имеет несколько модификаций: БТР, БМП со стабилизированной 30-мм пушкой, командно-штабная, грузовая модификация для доставки вооружения и боеприпасов, БРЭМ, медицинская и истребитель танков.

### Бронирование и защитные системы
Шасси (Fahrmodul) и боевой отсек (Missionsmodul) выполнены в виде составного корпуса с адаптированной бронезащитой.
Такая конструкция позволяет снизить ИК-заметность посредством создания воздушного зазора между броней базового корпуса и дополнительной броней, а также производить быструю замену поврежденных элементов защиты, либо осуществлять подгонку дополнительных бронемодулей под необходимый уровень защиты.
Бронирование включает базовый бронекорпус, выполненный из броневой стали, и дополнительные модули комбинированной брони AMAP (Advanced Modular Armour Protection) компании IBD Deisenroth Engineering, закрепленные на основной броне через демпфирующие элементы (так называемые Shock-mounts) из резиноподобного материала. На внутренних поверхностях брони ББМ Boxer установлен противоосколочный подбой в виде тканых матов (Spall-Liner, AMAP-L) из высокопрочного арамидного материала. Его назначение состоит в уменьшении или в полном устранении конуса разлёта вторичных осколков при пробитии бронезащиты превосходящим средством поражения.
Противоснарядная броня (AMAP-B) обеспечивает защиту экипажа от обстрела малокалиберными снарядами, а также от воздействия осколков артиллерийских снарядов (калибра 155 мм) и боевых элементов кассетных боеприпасов, и, согласно изготовителю, выдерживает, несколько попаданий в одну область брони согласно AEP 55. Противоминная стойкость согласно STANAG 4569 Уровень IIIb обеспечивается использованием конструктивно-компоновочных решений (AMAP-M и AMAP-IED) при подрыве мины с зарядом массой 8 кг ТНТ под днищем машины.

## Модификации
- Boxer GTK/MRAV/PWV — бронетранспортёр колесный (название по названию программы конструирования: GTK/MRAV/PWV (GTK Gepanzertes Transport Kraftfahrzeug — обозначение программы в Германии, MRAV Multi-Role Armoured Vehicle — обозначение программы в Великобритании, PWV Pantser Wiel Voertuig — обозначение программы в Голландии)[2]
- Boxer GTK — бронированная медицинская машина
- Boxer IFV — боевая машина пехоты
- Boxer AEG — инженерная машина
- Boxer BDR — бронированная ремонтно-эвакуационная машина
- Boxer C, Boxer C2 — машины пополнения боеприпасами
- Boxer DTV — машина для обучения
- Boxer CPV — командно-штабная машина
- Boxer SPH — самоходная артиллерийская установка
- Boxer RCH155 — 155-мм САУ
- Boxer HEL — боевая машина с тяжёлым вооружением (колёсный танк)
- PKM (IFV) Vilkas —  боевая машина пехоты c необитаемой башней Rafael Advanced Defense Systems Samson Mk II, 30-мм пушкой Bushmaster II Mk44 и ПТРК Spike LR - При необходимости защищённость башни может быть повышена до Уровня 4 STANAG 4569[13] — (PKM от лит. Pėstininkų kovos mašina — боевая машина пехоты, обозначение используется на национальном уровне).

## На вооружении
- Германия: 405 единиц всех модификаций по состоянию на 2024[14]. В 2006 было заказано 272 единицы[15], в 2015 заказали вторую партию из 131 единиц[16].
- Нидерланды: 200 единиц (включая 8 тренировочных, 52 амфибии, 36 CP) всех модификаций по состоянию на 2024 год[17]. Всего в 2006 году было заказано 200 машин[15][18].
- Литва: 89 единиц Vilkas, в том числе машины обучения и управления по состоянию на 2024 год[19]. В апреле 2022 года было объявлено, о закупке ещё 120 единиц.[20].

### Будущие операторы
- Австралия: 14 марта 2018 г. Австралийская армия выбрала ББМ «Боксёр» для замены бронемашин ASLAV. На перевооружение новыми ББМ запланировано затратить 5 млрд долларов на первые 211 ББМ и завод по сборке на 1450 рабочих мест.[21] Всего проект LAND 400 предусматривает поставку 225 БРМ и 450 БМП/БТР[22]
- Великобритания: 31 марта 2018 года Британская армия выбрала Boxer по программе Mechanised Infantry Vehicle (MIV) для модернизации своего парка бронетехники. Согласно условиям контракта в Великобритании будет создано совместное производство бронемашин на 1000 рабочих мест с привлечением британских подрядчиков, чья доля в производстве должна составлять не менее 60 %.[23] 5 ноября 2019 года было объявлено, что сделка с Boxer на сумму 2,3 миллиарда фунтов стерлингов была подписана. Всего будет четыре основных варианта (БТР (MIV-PM), КШМ (MIV-CC), БММ (MIV-A), БРЭМ (MIV-REP)), в общей сложности 523 единицы. Поставки начнутся в 2023 году.[24][25][26] MIV должен заменить все БМП Уорриор к середине 2020-х гг.[27].
- Словения: В феврале 2018 года Министерство обороны Словении выбрало Boxer в качестве базовой машины для формирования двух новых механизированных боевых групп. Закупки должны были осуществляться через OCCAR, и 13 марта 2018 года состоялось «стартовое совещание»[28]. В октябре 2021 года Словения решила приобрести 45 машин Boxer, литовской модификации IFV Vilkas.[29][30][31]

## Галерея

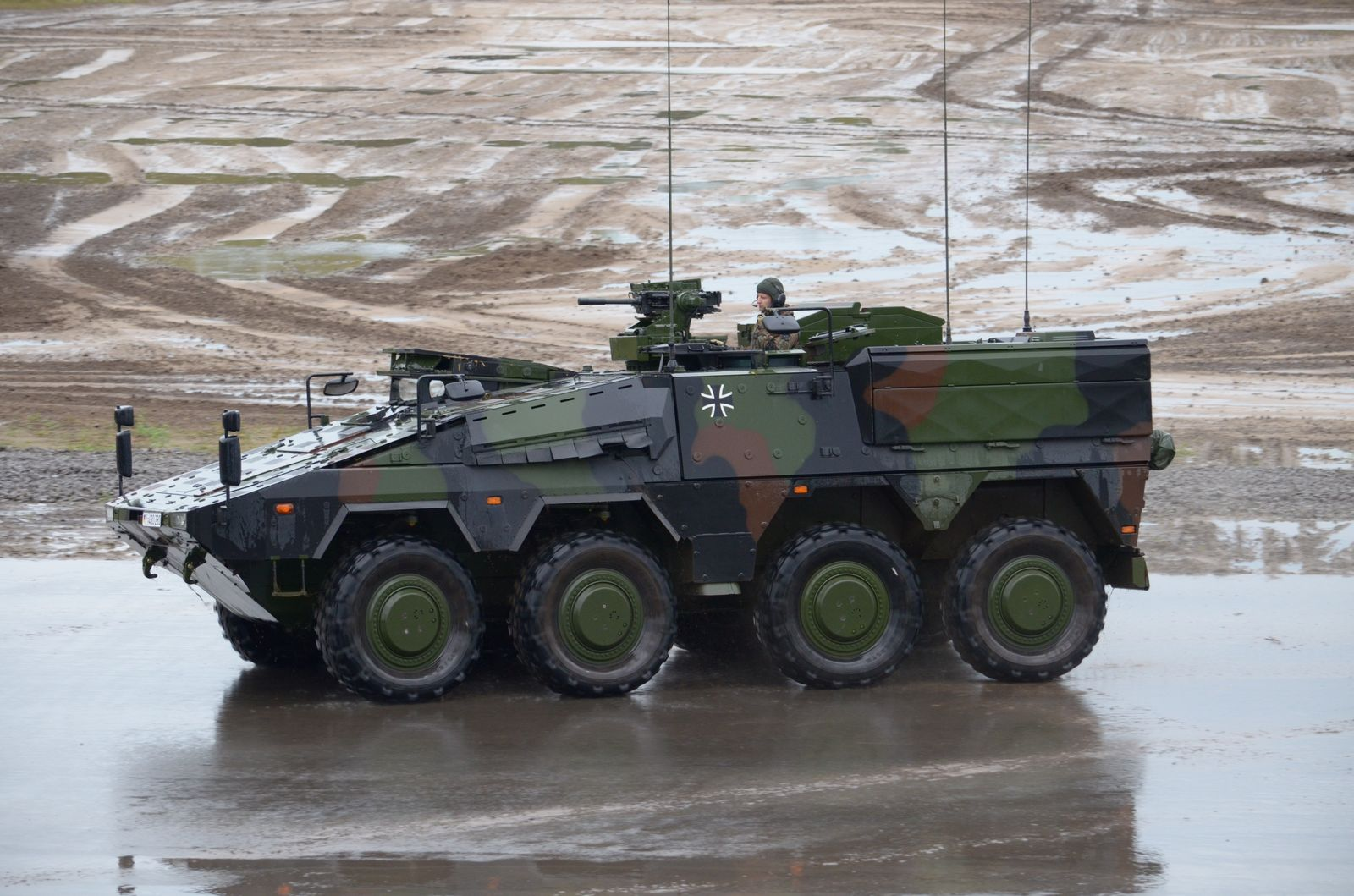
БТР на учениях СВ Германии
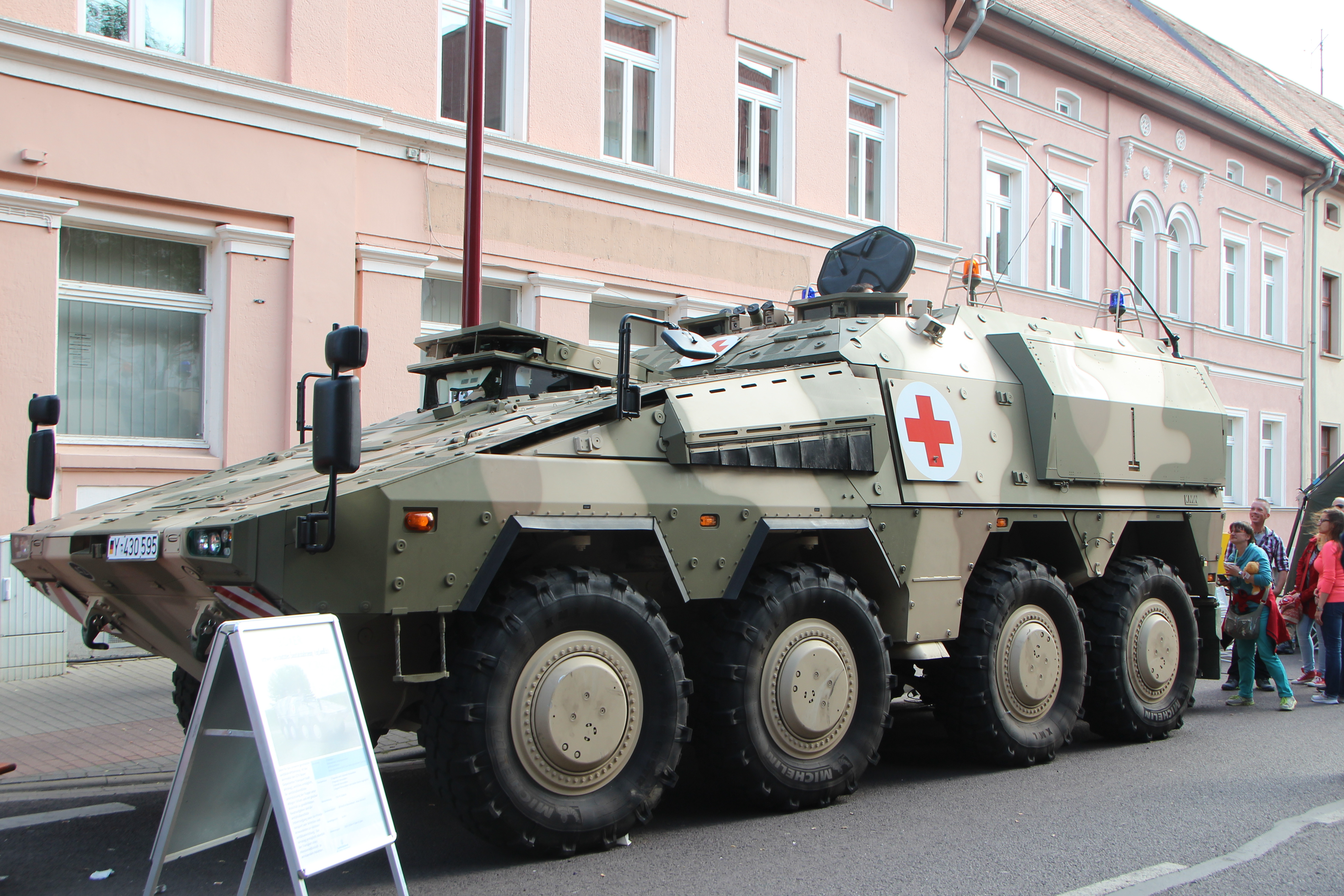
Санитарный вариант
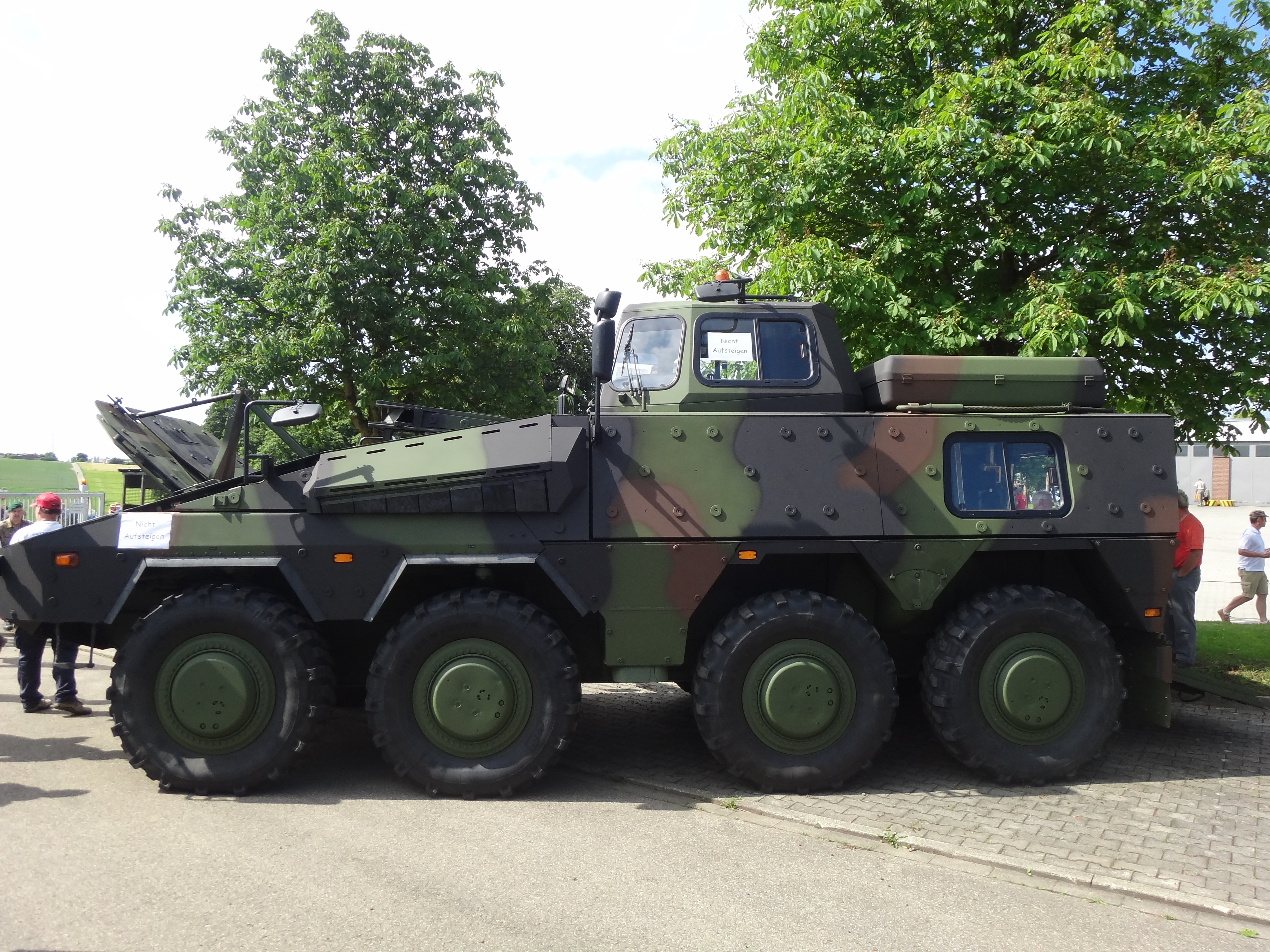
Учебный вариант
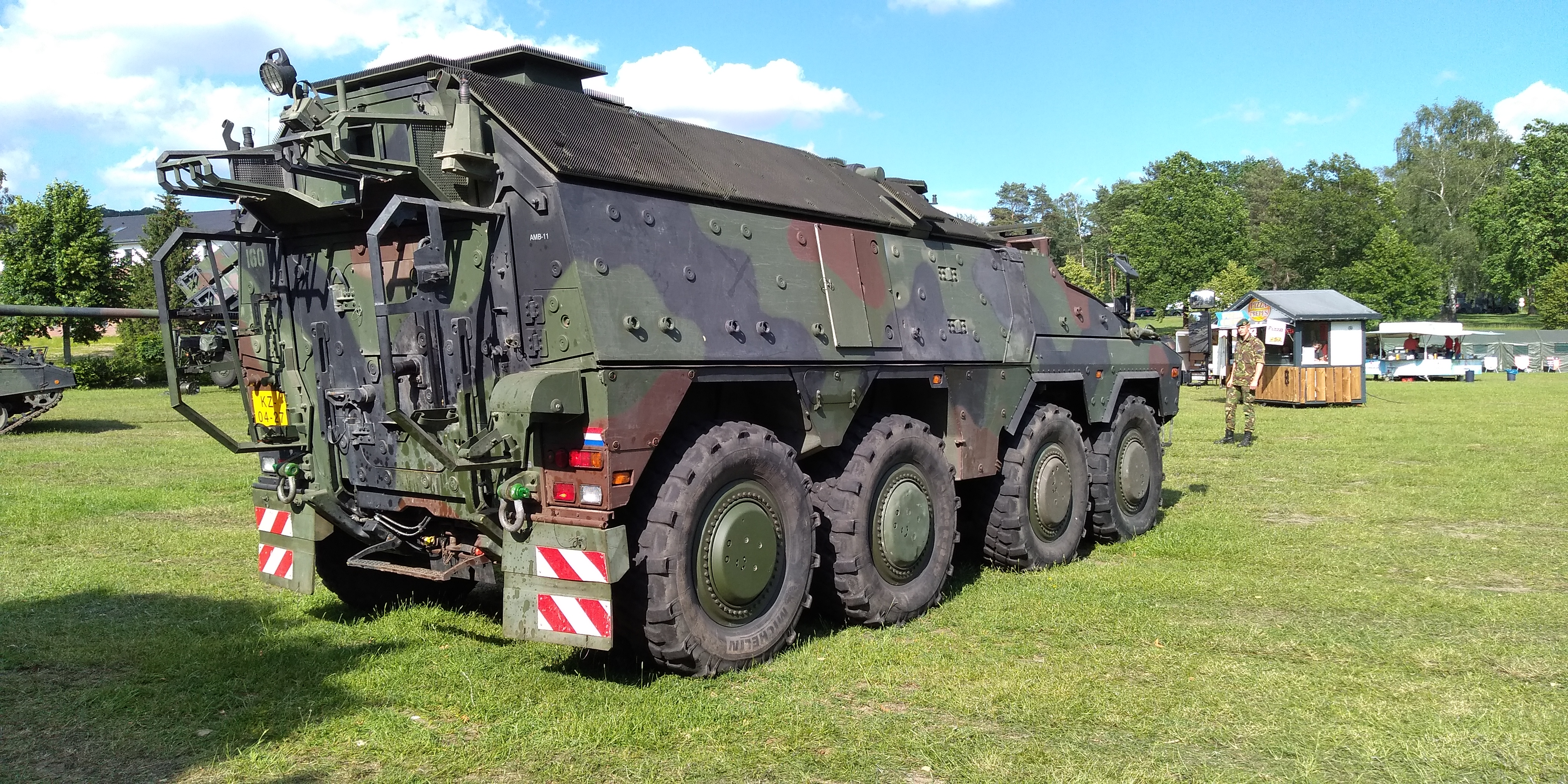
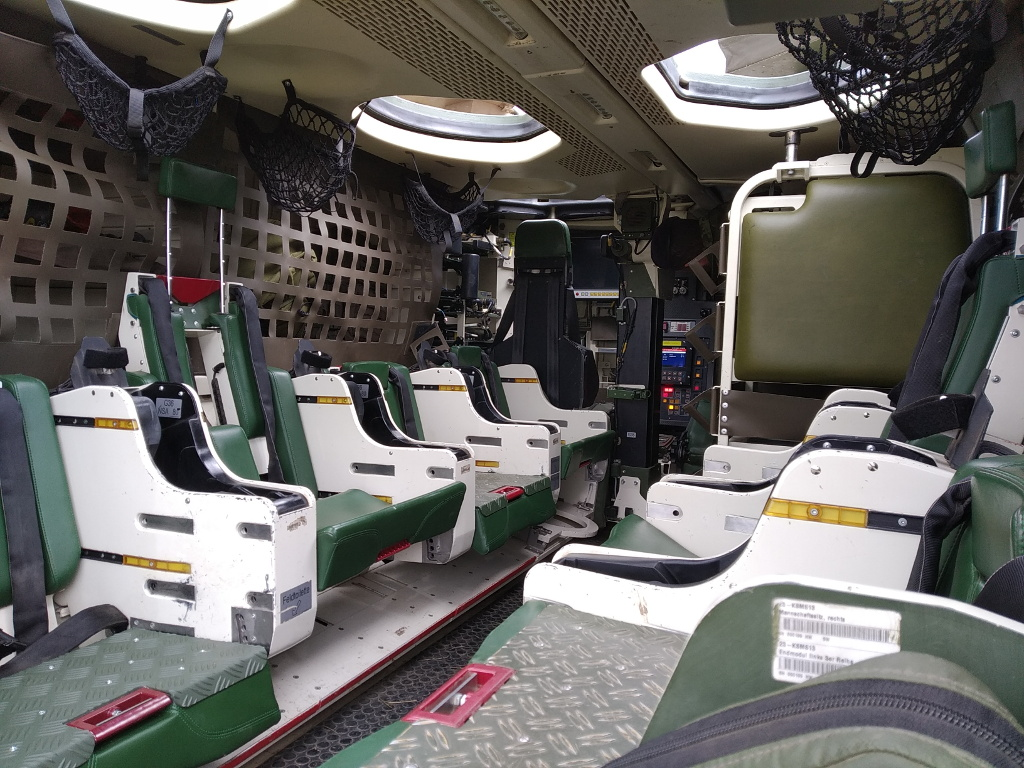
Внутри десантного отделения
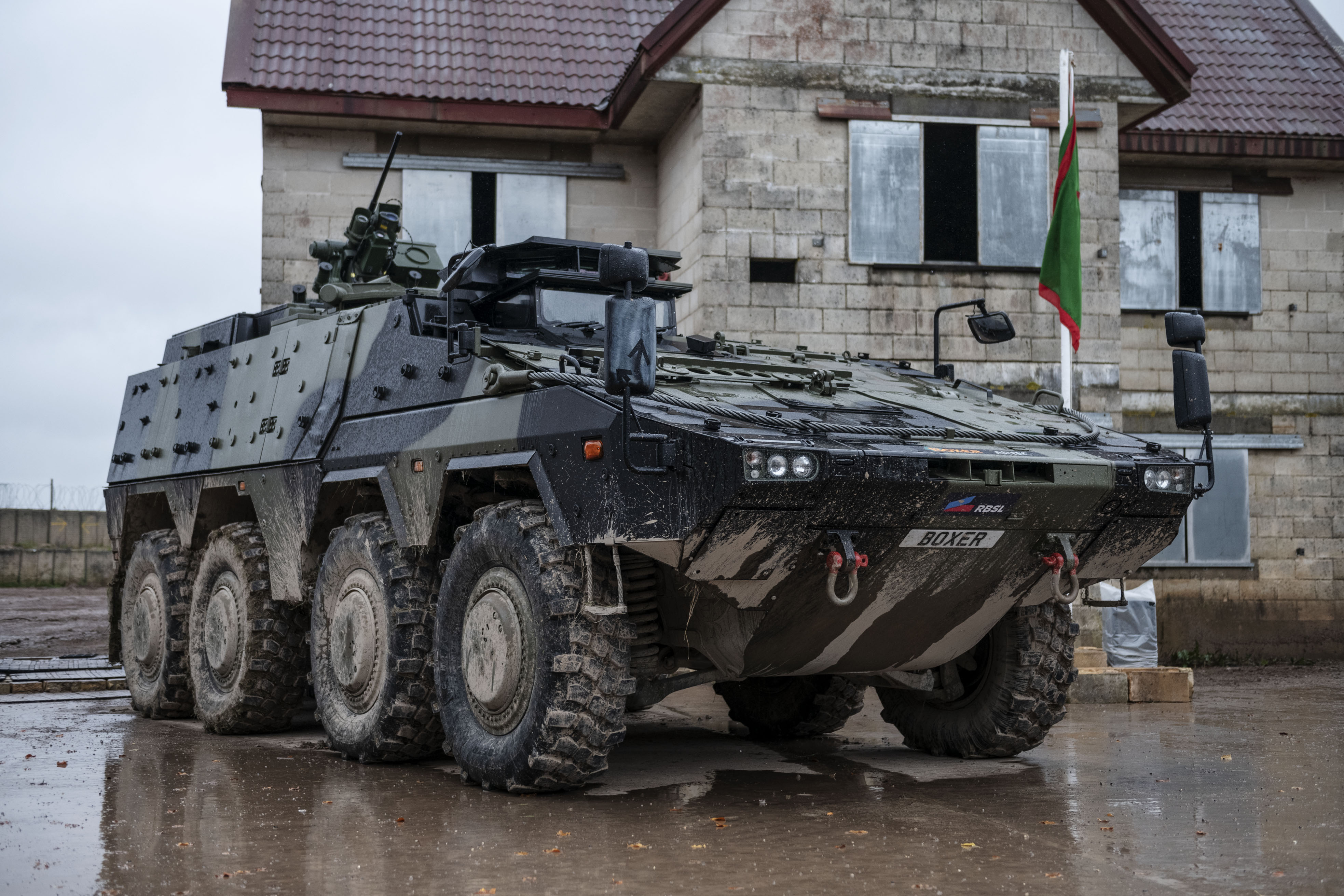
Boxer MIV
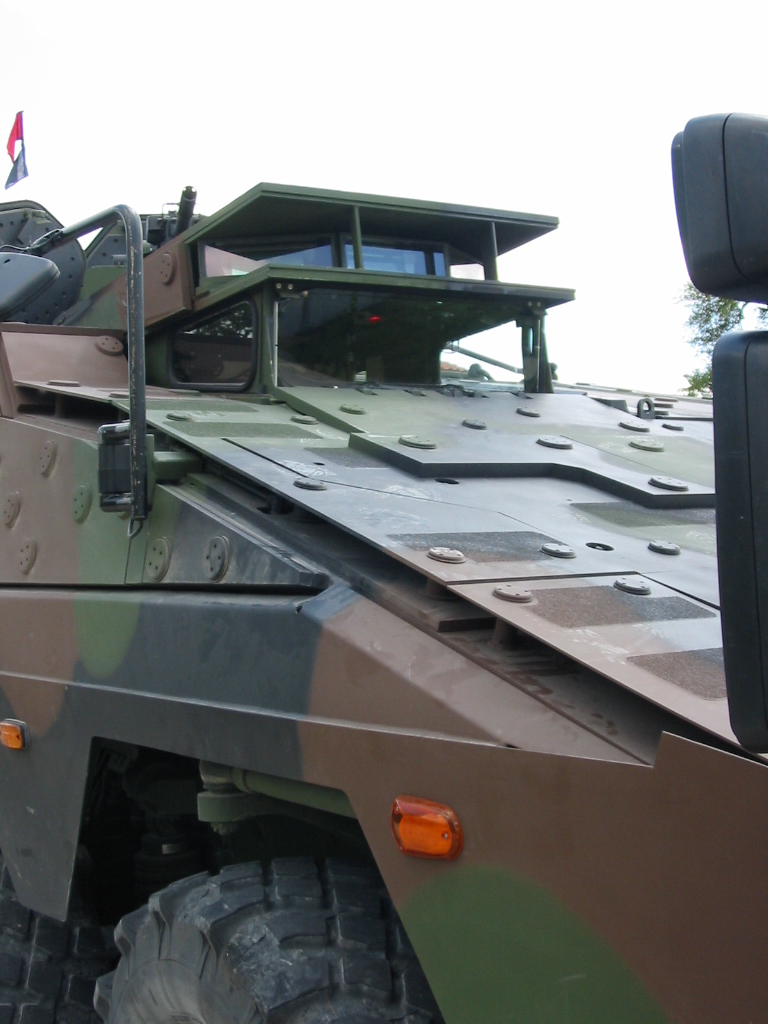
Открытый люк механика-водителя. Различим зазор между дополнительной броней и корпусом отсека двигателя. Воздушный промежуток снижает тепловую заметность силовой установки.
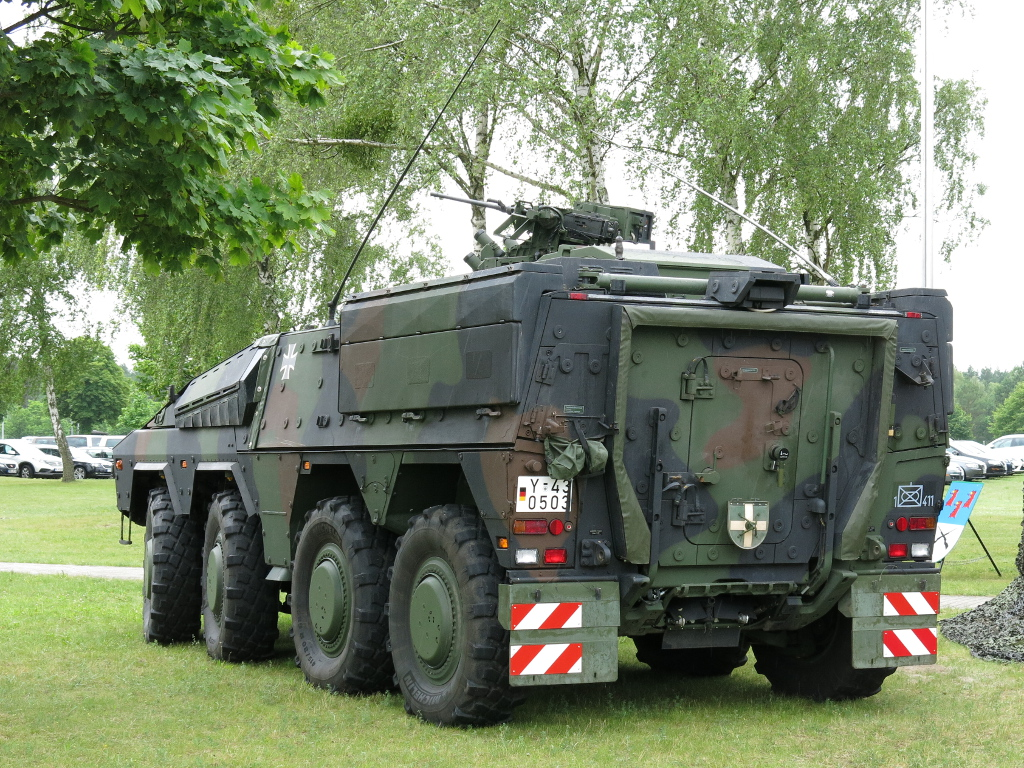
Boxer СВ Германии. В кормовой части различимы накладные бронемодули AMAP поверх основной брони корпуса (наклонный борт).
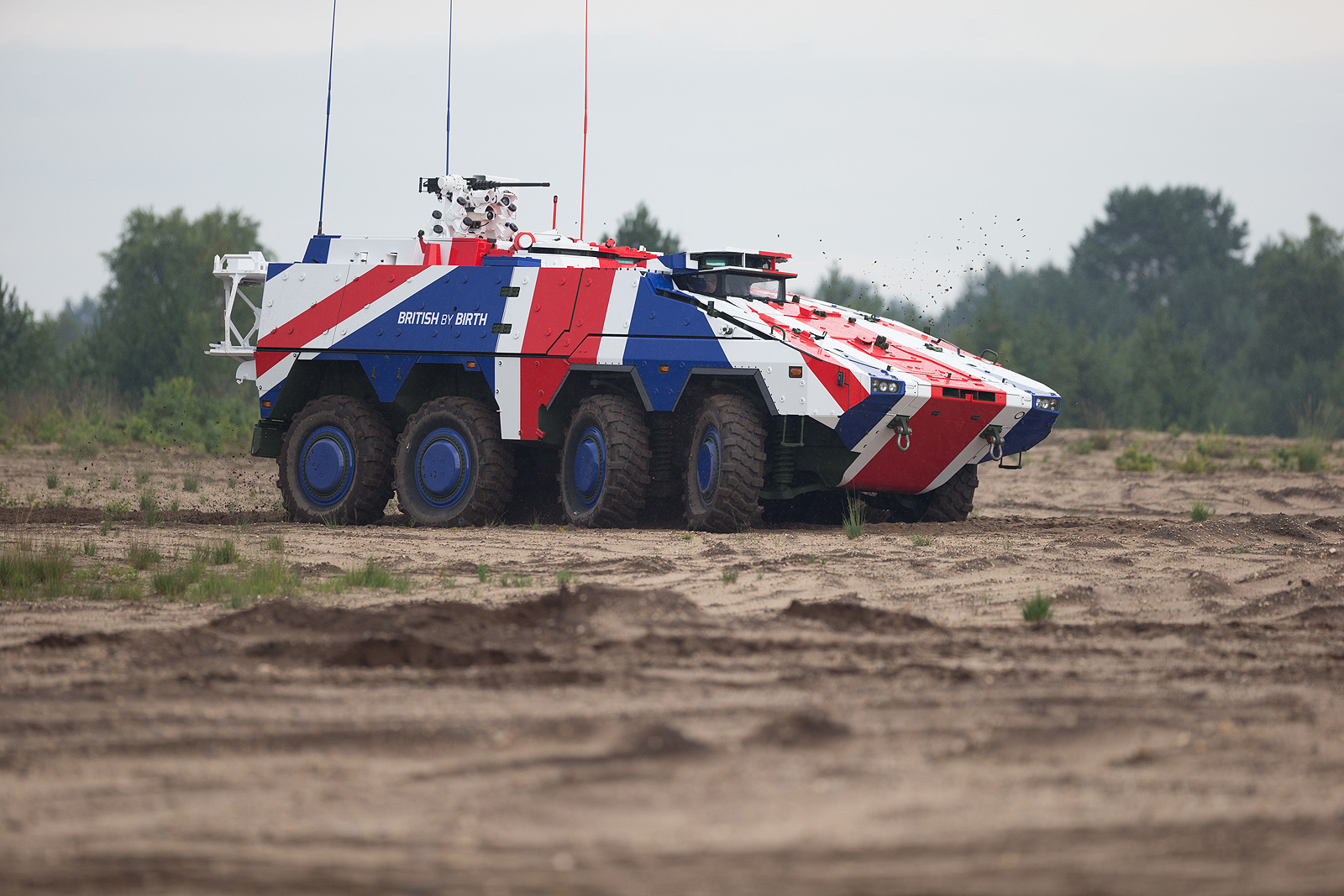
Boxer (MIV) на испытаниях в Великобритании. 2017 год.
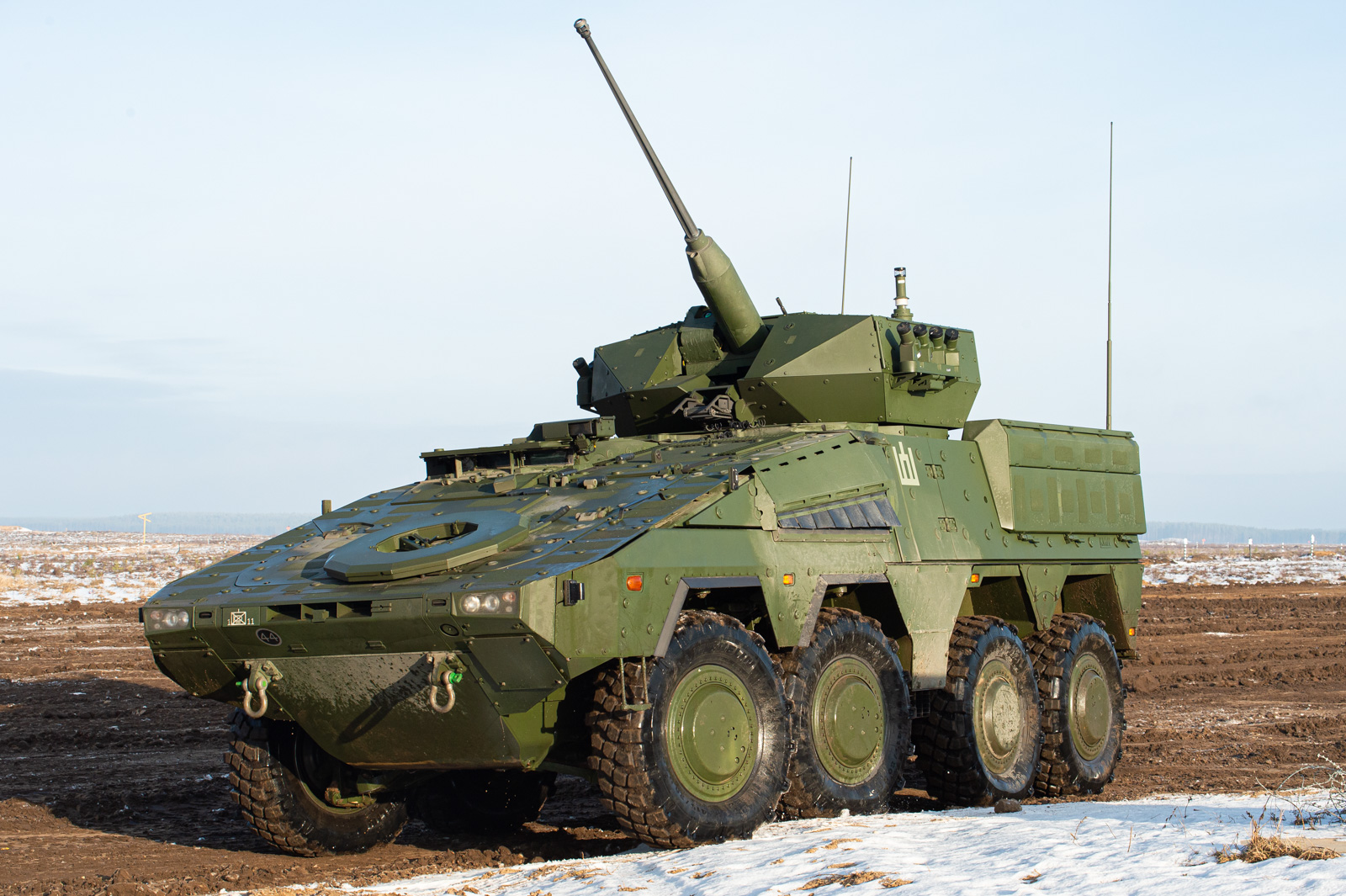
БМП для сухопутных войск Литвы с необитаемой башней Samson Mk II, оснащённой 30-мм пушкой Bushmaster II Mk44.
- Учения квалификации экипажей боевой машины пехоты Vilkas (Boxer), механизированный батальон Великого князя Литовского Ольгирда, 19 сентября 2022 года.